# Apolipoproteína D
La apolipoproteína D, también llamada apo D, es una glicoproteína que pertenece a la familia de las lipocalinas. Se descubrió en 1963 como uno de los componentes proteicos de las lipoproteínas de alta densidad. Está formada por una cadena de 189 aminoácidos y tiene un peso molecular de 18,1 kDa. En la especie humana el gen que codifica la Apo D se encuentra situado en la región p14.2 del cromosoma 3, se expresa en diferentes tejidos, entre ellos hígado, placenta, tejido nervioso.
 Aunque el papel exacto de la apolipoproteína D en el metabolismo no es totalmente conocido, se cree que actúa como un transportador multiligando y multifuncional. Podría transportar un ligando de una célula a otra dentro de un órgano, de un órgano a la sangre, o de la sangre a las células de un tejido. La niveles de  ApoD aumentan en las células del cerebro durante el proceso de envejecimiento, también en  muchas enfermedades neurológicas y siquiátricas, entre ellas la esquizofrenia, el trastorno bipolar,  la enfermedad de Alzheimer, la enfermedad de Parkinson y la enfermedad de Niemann-Pick.